# سديف بن إسماعيل بن ميمون
سُدَيف بن إسماعيل بن ميمون (؟ - 146 هـ/763م) شاعر عربي مخضرم شهد العصر الأموي والعصر العباسي الأوَّل، اشتهر بتعصبه لبني هاشم وبهجائه لبني أميَّة.

## سيرته
ولد سُدَيف بن إسماعيل بن ميمون في مدينة مكة، وهو في الأصل مولى بني هاشم، فانتسب إليهم.  مُتعصباً لبني هاشم ضُدَّ الأسرة الحاكمة في تلك الفترة بني أميَّة، وكان يُجادل مناصريهم في الحجاز، وعندما نجح أبو العباس السفاح في الاستيلاء على الحكم حرَّضه سديف على قتل بني أميَّة، في قصيدةٍ هي أشهر قصائده، فتأثَّر أبو العباس بشعره وأقام مجزرة للأمويين في الحيرة، ثُمَّ تشيَّع بعد ذلك، إلا أنَّ علاقته مع العباسيين لم تكن جيدة أيضاً، خاصة مع أبي جعفر المنصور، الذي تورط في مشاكل معه، بسبب تقاربه مع العلويين ومبايعته محمد النفس الزكيَّة ومن بعده إبراهيم بن عبد الله بن الحسن، وبعد فشل الانتفاضات على العباسيين اختفى سديف مُدَّة من الزمن، وظهر بعد ذلك إلى العلن وأرسل قصيدة إلى أبي جعفر المنصور يطلب فيها العفو، ولكنَّ المنصور أمر عامله في مكة عبد الصمد بن علي بقتله، فتوفِّي سديف في مكة مقتولاً في عام 146هـ، وقِيل أنَّ عبد الصمد عامل مكة أمر أن تُقطع يداه ورجلاه قبل أن يُضرَب عنقه، وقيل أيضاً أنَّه دُفِنَ حياً. لم يؤلِّف سديف كثيراً من القصائد، وقصائده المتناثرة جمعها مهدي العبود ونُشِرت في 1974، ويُوصَف سديف أنَّه شاعر مطبوع، وشعره فصيح جزل، وأغلبه في المديح والهجاء، ويحمل طابع سياسي، إلا أنَّ له قصائد في الغزل أيضاً. وكان إلى جانب نظمه الشعر خطيباً بارعاً.